# أوسكار روسي
أوسكار روسي (بالإسبانية: Oscar Rossi) (مواليد 27 يوليو 1930) هو لاعب كرة قدم. يلعب مع منتخب الأرجنتين لكرة القدم. سبق له أن لعب في كأس العالم لكرة القدم مع منتخب بلاده.

## روابط خارجية
- أوسكار روسي على موقع الاتحاد الدولي (مؤرشف)  (الإنجليزية)
- أوسكار روسي على موقع قاعدة بيانات كرة القدم.إي يو (الإنجليزية)
- أوسكار روسي على موقع ناشيونال فوتبول تيمز (الإنجليزية)
- أوسكار روسي على موقع Soccerway.com (الإنجليزية)
- أوسكار روسي على موقع عالم كرة القدم.نت (الإنجليزية)